# Энсисхейм (метеорит)
Энсисхейм (Ensisheim) — метеорит-хондрит весом 127 кг. Один из старейших метеоритов, найденных в Европе.
Упал 16 ноября 1492 года возле деревни Энсисхейм, в Верхнем Рейне, современная Франция. Падение было запечатлено многочисленными очевидцами, Альбрехт Дюрер нарисовал цветной рисунок события. Император Священной Римской империи Максимилиан I ездил на место падения.